# Gare de Willesden Junction
La gare de Willesden Junction (en anglais : Willesden Junction railway station), est une gare ferroviaire des lignes Watford DC line (en), North London line (en) et West London line (en), en zone 4 Travelcard. Elle  est située sur la Station Approach à Harlesden, sur le territoire du  borough londonien de Brent, dans le Grand Londres.
C'est une gare Network Rail desservie par des trains London Overground de Transport for London. Elle est en correspondance avec la station Willesden Junction de la ligne Bakerloo dont les rames utilisent les mêmes voies et quais.

## Situation ferroviaire
La gare de Willesden Junction est située sur les lignes : Watford DC line (en) dont l'infrastructure, utilisée par les trains du réseau London Overground, est partagée avec la station du métro desservie par des rames de la ligne Bakerloo, elle est située entre les gares de Harlesden et de Kensal Green ; North London line (en), entre les gares ouvertes d'Acton Central et de Kensal Rise ; et West London line (en), dont elle est le terminus nord après la gare de Shepherd's Bush. Elle dispose : d'une gare « basse », pour la Watford DC line (en), partagée avec la station du métro, avec trois voies dont une en impasse, et trois quais numérotés 1, 2 et 3 ; et d'une gare « haute », pour la North London line (en) et la West London line (en), quasi perpendiculaire à la première, avec deux quais latéraux encadrés par les deux voies et d'une voie en impasse de rebroussement au nord des quais.

Plans : de la Bakerloo line, de la Watford DC line et des transports à Londres
Bakerloo line.
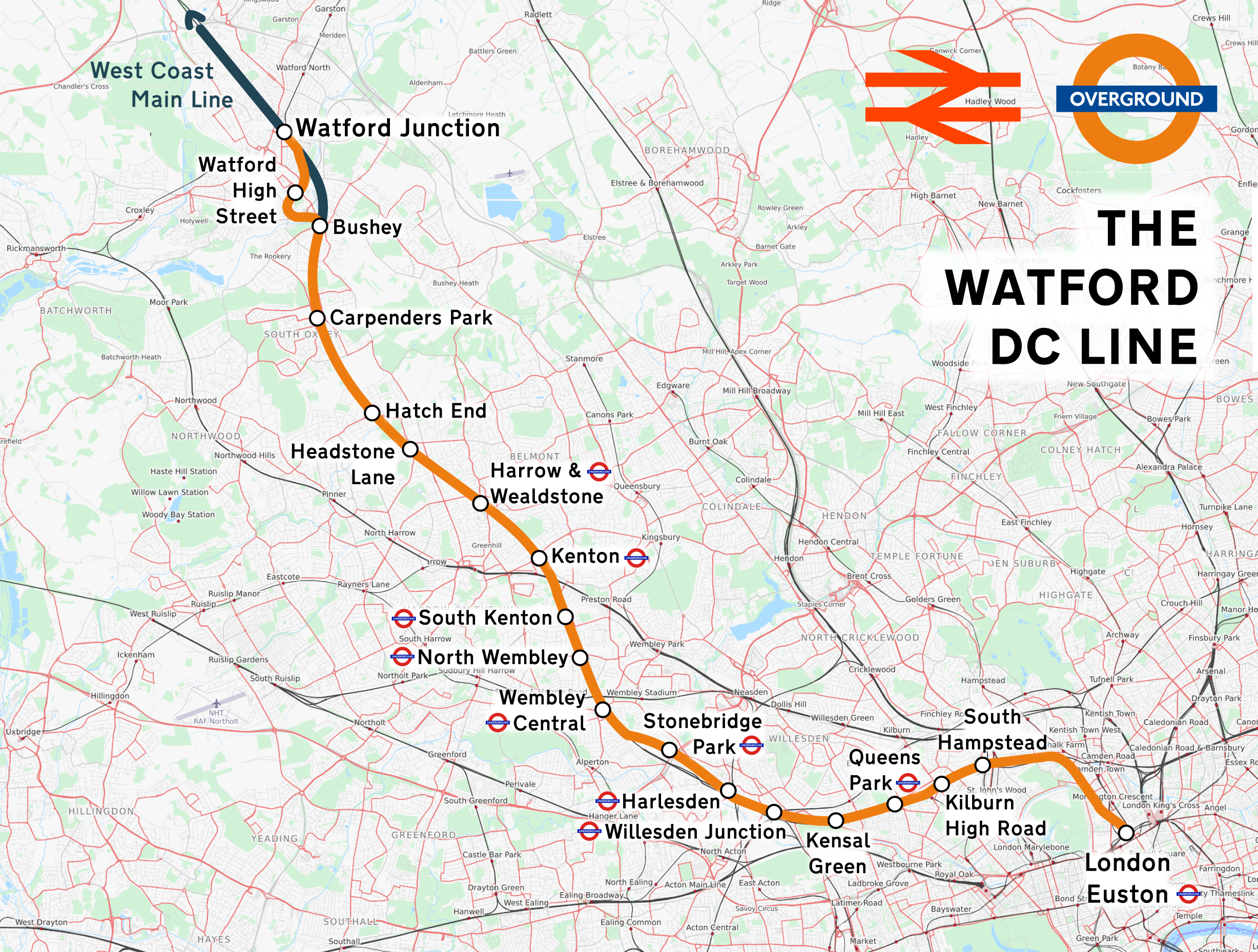
Watford DC line.
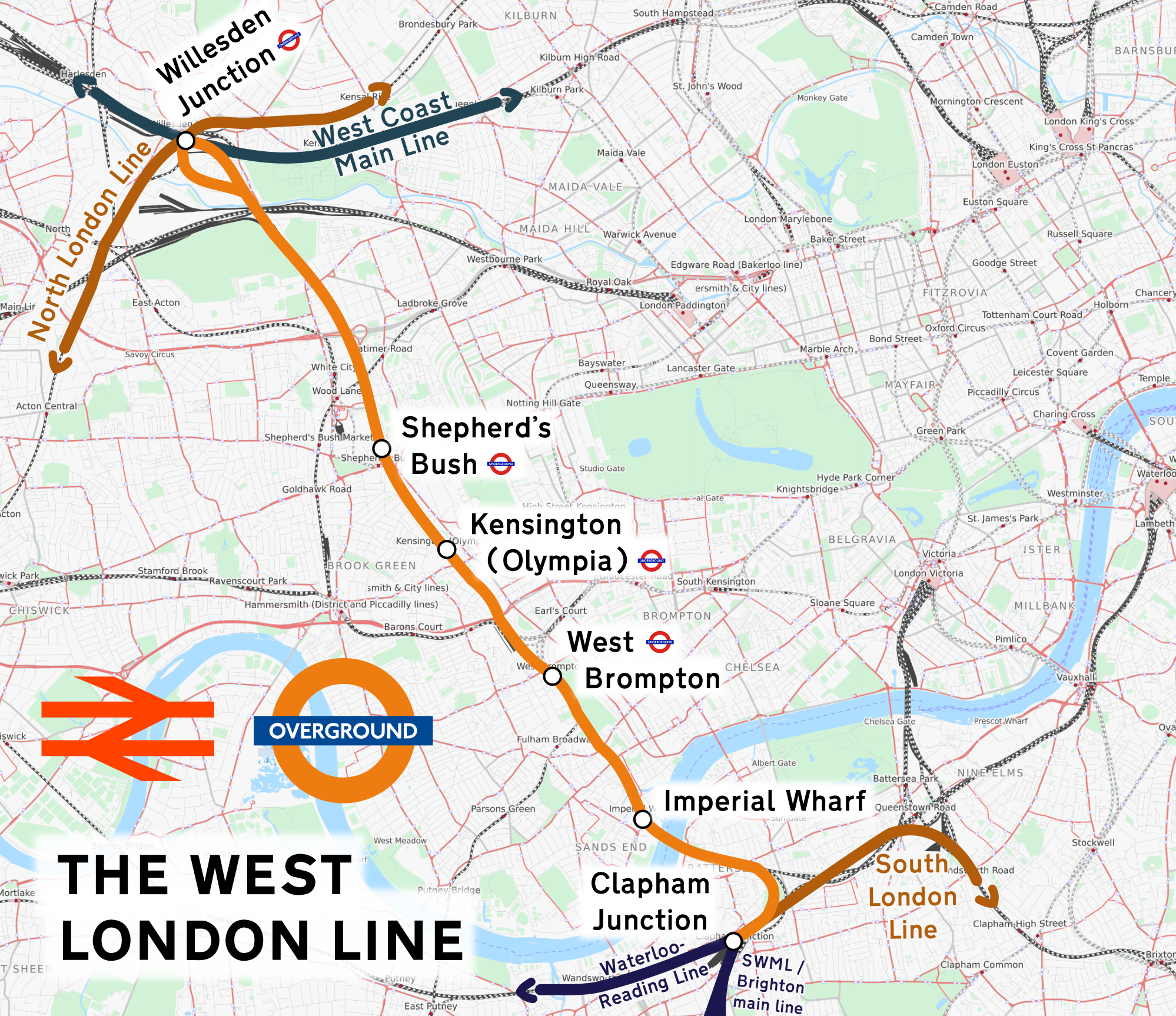
West London line.
Réseaux de Londres.

## Histoire
La première gare est mise en service en 1866 par la London and North Western Railway.

## Service des voyageurs

### Accueil
L'entrée principale de la gare, partagée avec la station du métro, est située sur la Bridge Road, à Wembley Park.

### Desserte
La gare de WWillesden Junction est desservie par des trains London Overground en provenance ou à destination des gares : Clapham Junction Euston, Richmond, Stratford et Watford Junction.

Installations
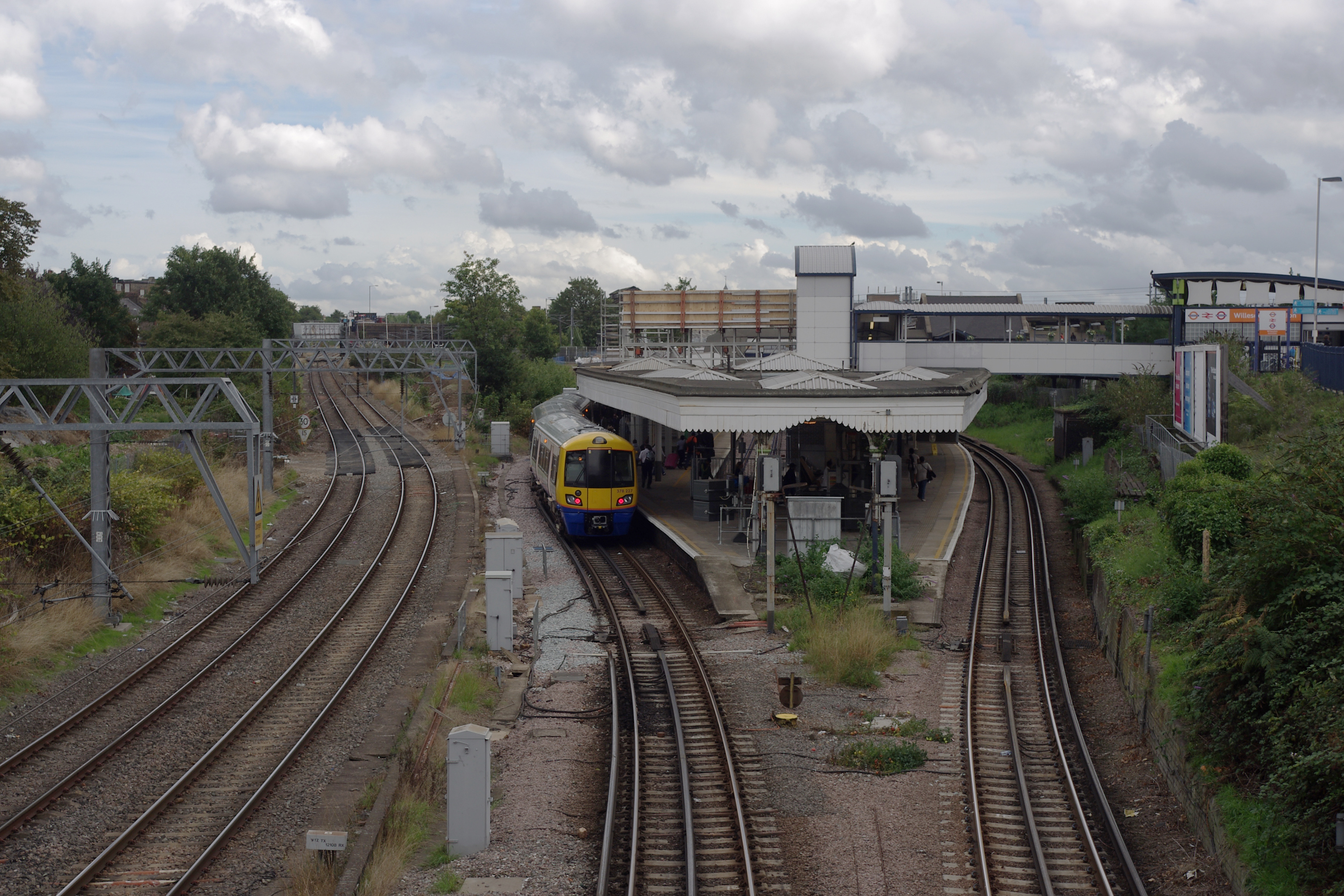
vue d'ensemble.
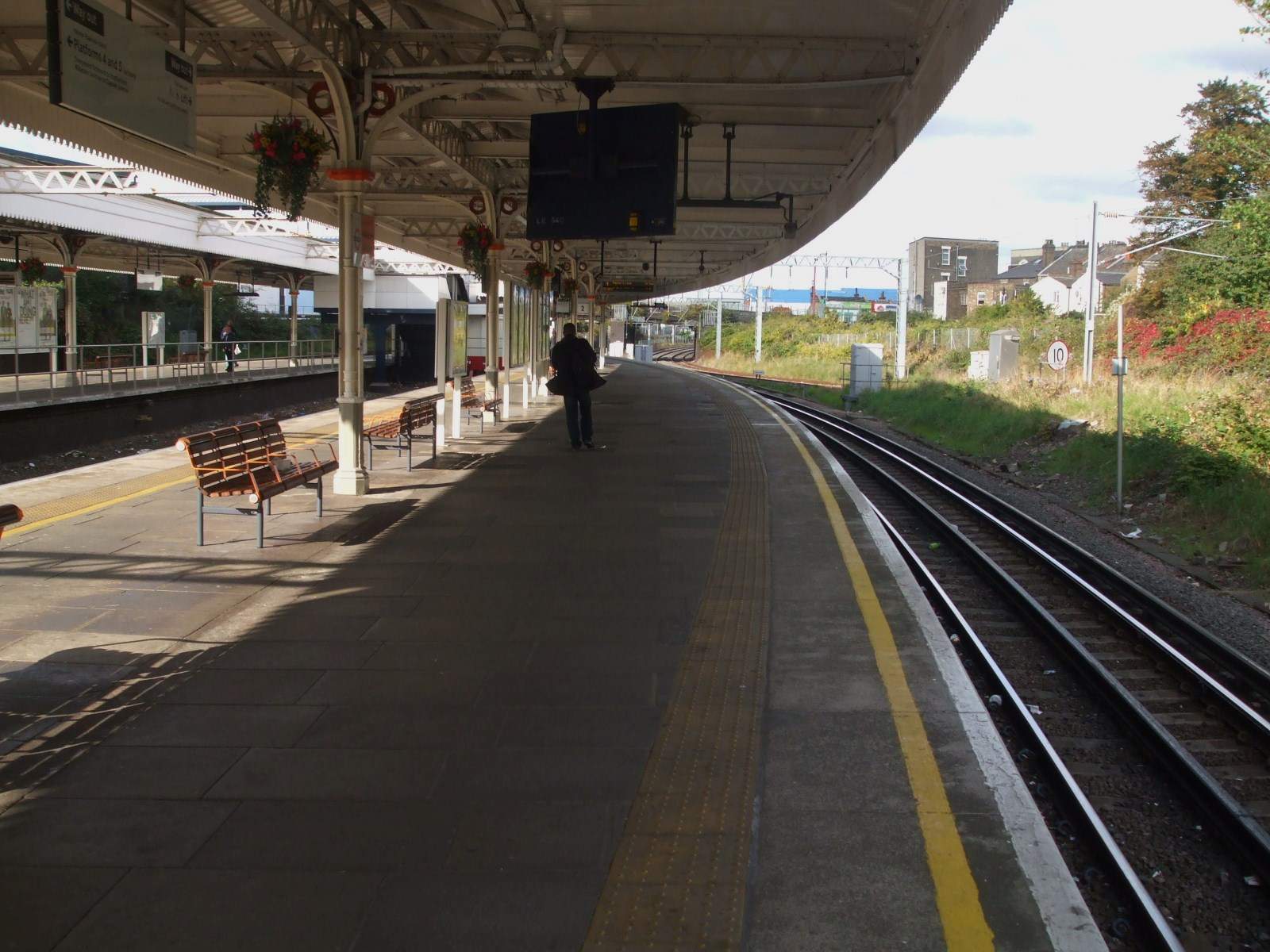
Gare basse.
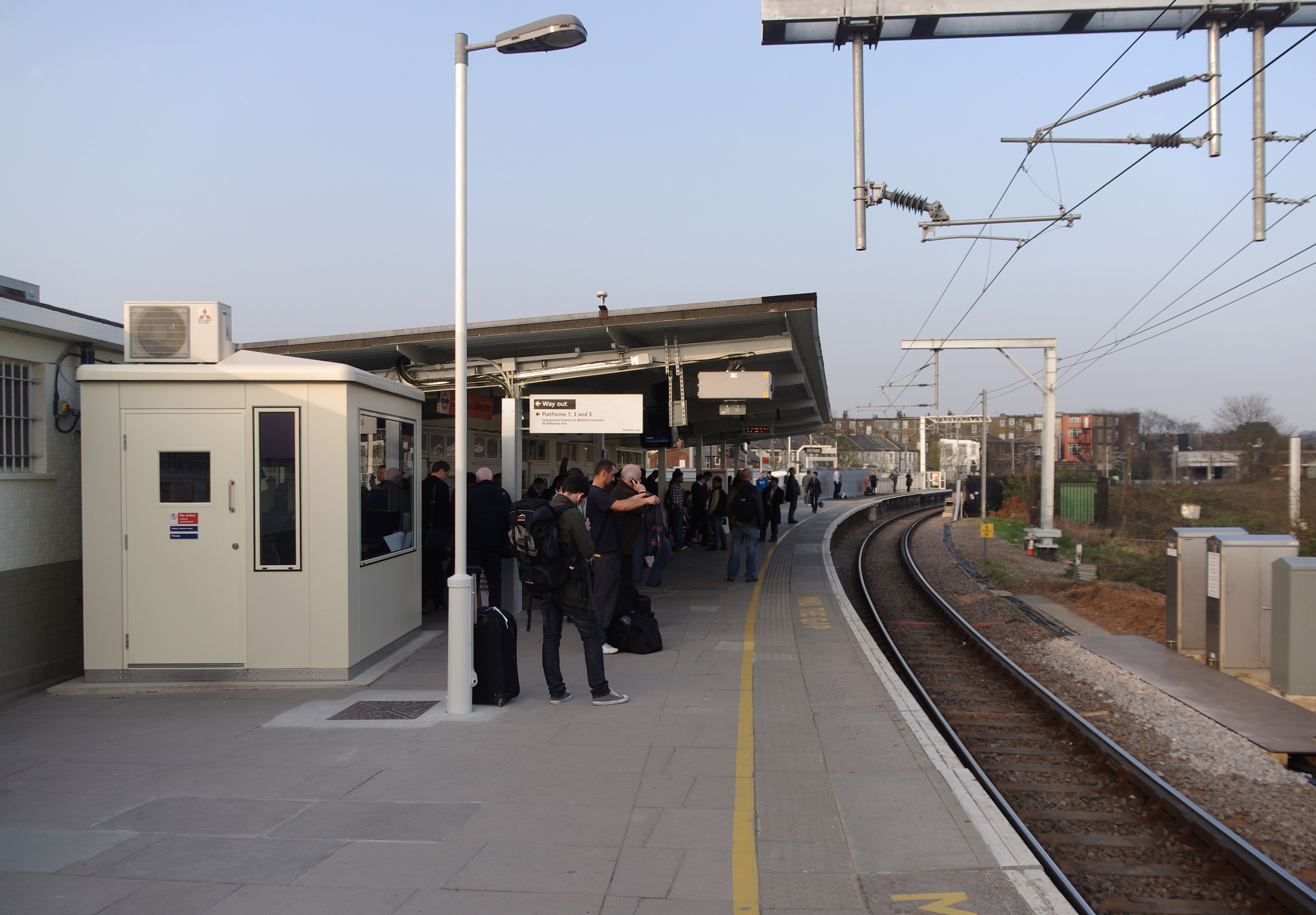
Gare haute.

### Intermodalité
Elle est en correspondance avec la station Willesden Junction, de la ligne Bakerloo du métro de Londres, qui utilise en partie l'infrastructure de la gare basse.
Comme la gare, la station est desservie par des lignes des autobus de Londres : 18, 220, 228, 266, 487, N18 er N266.